# Juan Carlos Pereira (militar)
Juan Carlos Pereira, militar argentino, perteneciente a la Fuerza Aérea.
Estando retirado de la Fuerza Aérea con el rango de brigadier mayor, fue convocado por el presidente Frondizi en junio de 1958 para suplir una escasez de oficiales superiores en el arma aérea.
Por el Decreto N.º 5851 del presidente Frondizi, el brigadier mayor Pereira fue designado presidente de la Dirección Nacional de Fabricaciones e Investigaciones Aeronáuticas el 14 de mayo de 1959. Durante su gestión, DINFIA construyó el avión de transporte IA-50 Guaraní II.
Fue titular de la Secretaría de Estado de Aeronáutica del Ministerio de Defensa entre el 4 de octubre y el 17 de diciembre de 1962.